# ناحیه خروب
ناحیه خروب (به عربی: دائرة الخروب) یک ناحیه در الجزایر است که در استان قسنطینه واقع شده است. ناحیه خروب ۱۳۴٬۷۷۹ نفر جمعیت دارد.